# Giải bóng đá hạng nhì quốc gia Cộng hòa Síp 2007–08
Giải bóng đá hạng nhì quốc gia Cộng hòa Síp 2007–08 là mùa giải thứ 53 của bóng đá hạng nhì Cộng hòa Síp. AEP Paphos giành danh hiệu thứ 2.

## Thể thức thi đấu
Có 14 đội tham gia Giải bóng đá hạng nhì quốc gia Cộng hòa Síp 2007–08. Tất cả các đội đều thi đấu 2 trận, một trân sân nhà và một trận sân khách. Đội nhiều điểm nhất sẽ lên ngôi vô địch. Ba đội đầu bảng thăng hạng Giải bóng đá hạng nhất quốc gia Cộng hòa Síp 2008–09 và ba đội cuối bảng xuống hạng Giải bóng đá hạng ba quốc gia Cộng hòa Síp 2008–09.

### Hệ thống điểm
Các đội bóng nhận 3 điểm cho một trận thắng, 1 điểm cho một trận hòa và 0 điểm cho một trận thua.

## Thay đổi so với mùa giải trước
Các đội thăng hạng Giải bóng đá hạng nhất quốc gia Cộng hòa Síp 2007–08
- APOP Kinyras
- Alki Larnaca
- Doxa Katokopias

Các đội xuống hạng từ Giải bóng đá hạng nhất quốc gia Cộng hòa Síp 2006–07
- Digenis Akritas Morphou
- Ayia Napa
- AEP Paphos

Các đội thăng hạng từ Giải bóng đá hạng ba quốc gia Cộng hòa Síp 2006–07
- Ermis Aradippou
- Atromitos Yeroskipou
- Olympos Xylofagou

Các đội xuống hạng Giải bóng đá hạng ba quốc gia Cộng hòa Síp 2007–08
- Chalkanoras Idaliou
- Iraklis Gerolakkou
- AEM Mesogis

## Bảng xếp hạng
| Vị thứ | Đội                  | St. | T. | H. | B. | BT. | BB. | HS. | Đ. | Ghi chú                                                                  | Thành tích đối đầu                          |
| ------ | -------------------- | --- | -- | -- | -- | --- | --- | --- | -- | ------------------------------------------------------------------------ | ------------------------------------------- |
| 1      | AEP Paphos           | 26  | 17 | 3  | 6  | 46  | 22  | 24  | 54 | Vô địch-thăng hạng Giải bóng đá hạng nhất quốc gia Cộng hòa Síp 2008–09. |                                             |
| 2      | APEP                 | 26  | 15 | 6  | 5  | 45  | 26  | 19  | 51 | Thăng hạng Giải bóng đá hạng nhất quốc gia Cộng hòa Síp 2008–09.         |                                             |
| 3      | Atromitos Yeroskipou | 26  | 13 | 7  | 6  | 41  | 23  | 18  | 46 | Thăng hạng Giải bóng đá hạng nhất quốc gia Cộng hòa Síp 2008–09.         | Atromitos 4-0 Digenis Digenis 2-0 Atromitos |
| 4      | Digenis Morphou      | 26  | 14 | 4  | 8  | 44  | 26  | 18  | 46 |                                                                          | Atromitos 4-0 Digenis Digenis 2-0 Atromitos |
| 5      | Ermis Aradippou      | 26  | 11 | 5  | 10 | 51  | 43  | 8   | 38 | Ermis 1-1 Onisilos Onisilos 0-3 Ermis                                    |                                             |
| 6      | Onisilos Sotira      | 26  | 9  | 11 | 6  | 32  | 23  | 9   | 38 | Ermis 1-1 Onisilos Onisilos 0-3 Ermis                                    |                                             |
| 7      | Ayia Napa            | 26  | 9  | 7  | 10 | 32  | 32  | 0   | 34 |                                                                          |                                             |
| 8      | Omonia Aradippou     | 26  | 8  | 9  | 9  | 25  | 24  | 1   | 33 |                                                                          |                                             |
| 9      | ASIL Lysi            | 26  | 8  | 8  | 10 | 20  | 24  | -4  | 32 |                                                                          |                                             |
| 10     | THOI Lakatamia       | 26  | 8  | 7  | 11 | 28  | 40  | -12 | 31 | THOI 2-0 MEAP MEAP 2-1 THOI                                              |                                             |
| 11     | MEAP Nisou           | 26  | 9  | 4  | 13 | 32  | 49  | -17 | 31 | THOI 2-0 MEAP MEAP 2-1 THOI                                              |                                             |
| 12     | Anagennisi Deryneia  | 26  | 8  | 6  | 12 | 21  | 35  | -14 | 30 | Xuống hạng Giải bóng đá hạng ba quốc gia Cộng hòa Síp 2008–09.           |                                             |
| 13     | Akritas Chlorakas    | 26  | 5  | 7  | 14 | 22  | 39  | -17 | 22 | Xuống hạng Giải bóng đá hạng ba quốc gia Cộng hòa Síp 2008–09.           |                                             |
| 14     | Olympos Xylofagou    | 26  | 4  | 4  | 18 | 23  | 56  | -33 | 16 | Xuống hạng Giải bóng đá hạng ba quốc gia Cộng hòa Síp 2008–09.           |                                             |

Hệ thống điểm: Thắng=3 điểm, Hòa=1 điểm, Thua=0 điểm
Quy tắc xếp hạng: 1) Điểm; 2) Điểm thành tích đối đầu; 3) Hiệu số đối đầu; 4) Bàn thắng sân khách đối đầu; 5) Hiệu số; 6) Số bàn thắng

## Kết quả
| ↓Home / Away→ | ANP | AEP | AKR | ANG | APP | ASL | ATR | DGN | ERM | THL | MPN | OMN | ONS | OLX |
| ------------- | --- | --- | --- | --- | --- | --- | --- | --- | --- | --- | --- | --- | --- | --- |
| Ayia Napa     |     | 2-1 | 6-0 | 1-0 | 1-3 | 2-0 | 1-4 | 1-0 | 2-3 | 1-1 | 3-0 | 1-1 | 0-0 | 4-1 |
| AEP           | 3-0 |     | 4-1 | 3-0 | 0-3 | 3-1 | 3-1 | 0-2 | 2-1 | 2-0 | 4-1 | 3-1 | 2-0 | 3-1 |
| Akritas       | 1-2 | 0-2 |     | 2-0 | 0-1 | 0-1 | 0-1 | 0-2 | 1-3 | 1-1 | 3-0 | 1-0 | 1-1 | 4-0 |
| Anagennisi    | 3-1 | 0-1 | 0-0 |     | 3-2 | 0-0 | 1-2 | 0-0 | 2-1 | 0-0 | 1-0 | 1-0 | 0-0 | 0-0 |
| APEP          | 2-0 | 1-0 | 3-1 | 3-2 |     | 2-0 | 2-2 | 2-1 | 2-0 | 3-0 | 2-2 | 1-1 | 2-0 | 2-0 |
| ASIL          | 1-1 | 0-1 | 1-0 | 3-0 | 0-0 |     | 0-0 | 0-0 | 1-0 | 2-0 | 2-0 | 2-4 | 0-1 | 1-2 |
| Atromitos     | 1-0 | 0-1 | 0-1 | 2-0 | 0-0 | 0-0 |     | 4-0 | 3-3 | 2-3 | 2-0 | 2-0 | 1-1 | 0-0 |
| Digenis       | 2-0 | 0-1 | 1-1 | 3-1 | 1-4 | 2-0 | 2-0 |     | 1-0 | 3-2 | 0-1 | 0-1 | 2-1 | 4-0 |
| Ermis         | 1-2 | 3-0 | 1-1 | 3-1 | 3-2 | 2-2 | 2-1 | 1-2 |     | 3-2 | 6-3 | 0-1 | 1-1 | 3-1 |
| THOI          | 0-0 | 1-1 | 1-1 | 2-0 | 2-0 | 0-1 | 0-4 | 2-4 | 1-1 |     | 2-0 | 2-0 | 1-0 | 1-0 |
| MEAP          | 1-0 | 1-1 | 4-2 | 1-2 | 4-0 | 0-1 | 0-2 | 0-8 | 3-1 | 2-1 |     | 1-0 | 1-1 | 4-2 |
| Omonia        | 0-0 | 0-0 | 0-0 | 0-1 | 1-2 | 1-1 | 1-3 | 1-0 | 4-1 | 4-0 | 2-1 |     | 0-0 | 1-1 |
| Onisilos      | 2-0 | 2-0 | 2-0 | 4-1 | 1-1 | 1-0 | 2-3 | 1-1 | 0-3 | 3-0 | 1-1 | 0-0 |     | 4-0 |
| Olympos       | 1-1 | 0-5 | 2-0 | 1-2 | 1-0 | 2-0 | 0-1 | 2-3 | 2-5 | 2-3 | 0-1 | 0-1 | 2-3 |     |